# Spittelkolonnaden

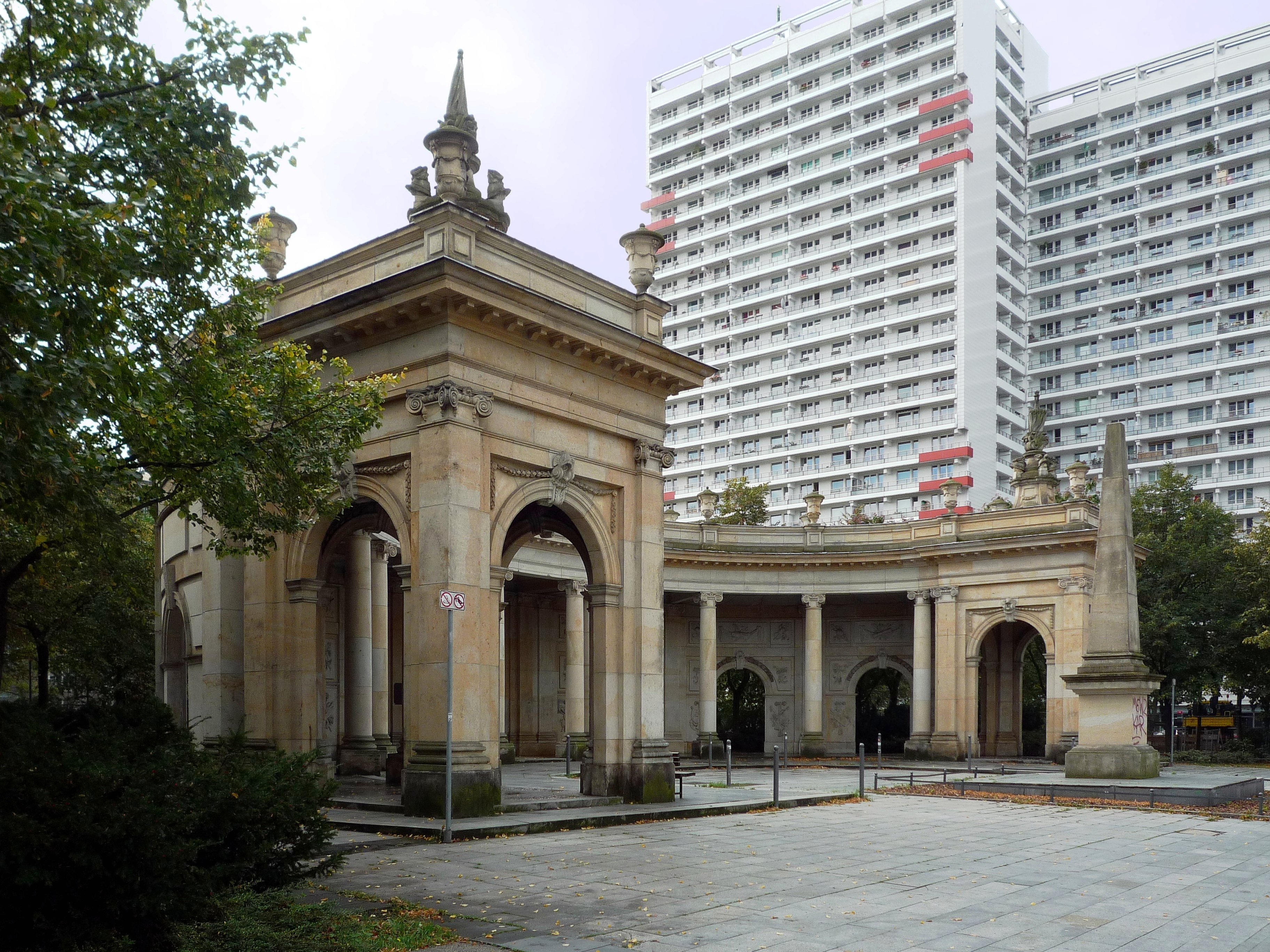
Die Spittelkolonnaden mit der historischen Meilensäule

Die Spittelkolonnaden in Berlin sind ein spätbarockes Schmuckbauwerk von Carl Philipp von Gontard auf dem Marion-Gräfin-Dönhoff-Platz im Ortsteil Mitte in der Nähe des Spittelmarktes. Ursprünglich bestanden sie aus einem Ensemble von zwei halbrund geformten offenen Säulenhallen, die zur Zeit ihrer Errichtung im Jahr 1776 als Einfassung einer Brücke über den südlichen Festungsgraben dienten, der seinerzeit ein unansehnlicher Abwassergraben war.
Das heutige Bauwerk ist eine Rekonstruktion des südlichen Teils und entstand 1979 unter Verwendung alter Bauteile.

## Lage

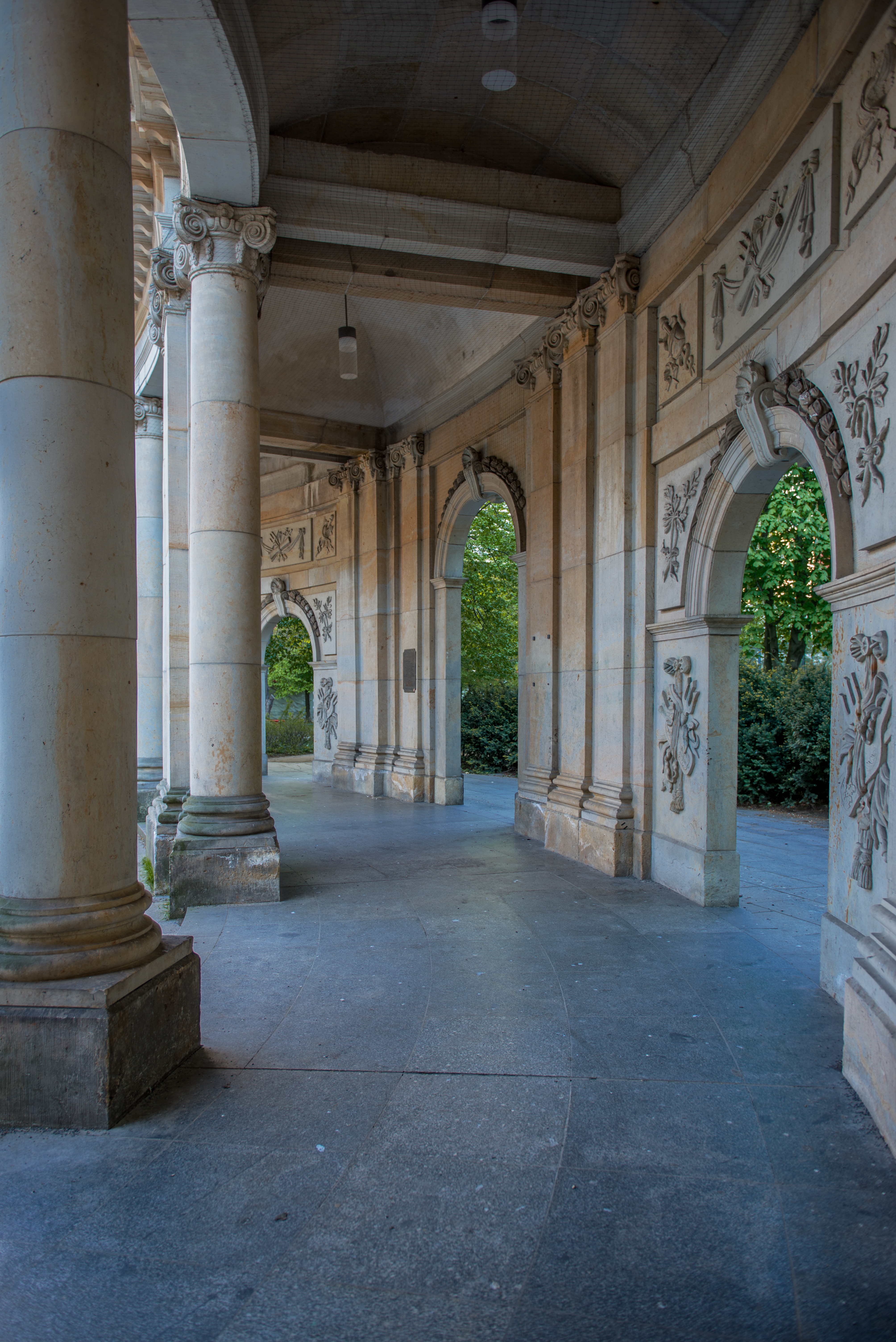
Arcaden der Spittelkolonnaden

Beim Ausbau der Leipziger Straße über den südlichen Festungsgraben entstand der Dönhoffplatz, der seit den 1740er Jahren nach Alexander von Dönhoff benannt war. Die ab 1975 namenlose Grünfläche erhielt 2010 ihren heutigen Namen. Namenspatin war Marion Gräfin Dönhoff.

## Geschichte
Die Kolonnaden im spätbarock-klassizistischen Stil mit ionischen Säulen wurden im Auftrag des preußischen Königs Friedrich II. 1776 von Carl von Gontard entworfen. Sie standen in zwei Einzelbauwerken nördlich und südlich der Leipziger Straße. Durch das starke Wachstum Berlins nach der deutschen Reichsgründung 1871 rückte die Bebauung immer näher an das Monument heran. Um die Straße verbreitern zu können, wurden 1929 im Auftrag des Magistrats von Groß-Berlin die Südkolonnaden abgetragen und auf dem Gelände einer Steinmetzfirma in der Mühlenstraße gelagert. In den 1930er Jahren gab es ein Projekt, die Kolonnaden komplett zu verlegen, sie sollten am nördlichen Arm der Spreeinsel beiderseits der Monbijoustraße einen neuen Standort erhalten. Die nördlichen Kolonnaden wurden im Zweiten Weltkrieg stark beschädigt und die Reste 1960 abgeräumt.
Die beiden Halbrondells bildeten mit je einer Doppelreihe Säulen einen Wandelgang, der mit Reliefs geschmückt war. Die Bauwerke wurden rückseitig durch eine Ladenreihe abgeschlossen. Der Giebel bestand aus einem altanartigen Aufsatz mit Trophäen, Puttengruppen und allegorischen Figuren.

## Rekonstruktion

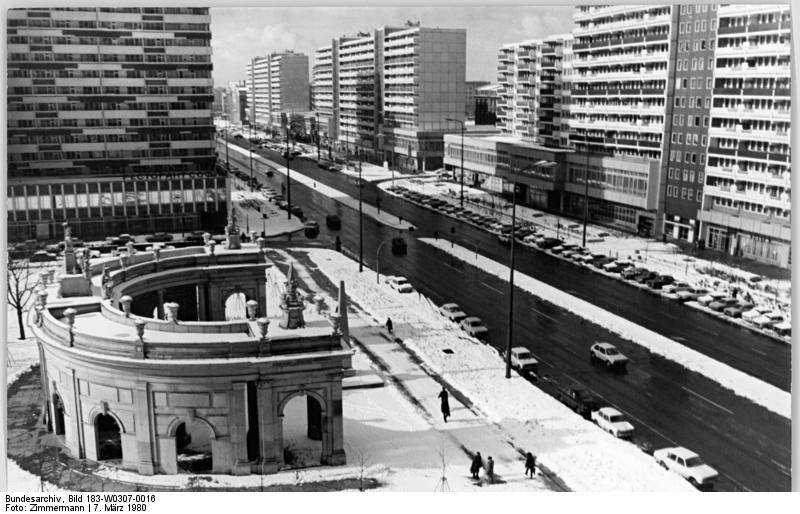
Die rekonstruierten Kolonnaden, 1980

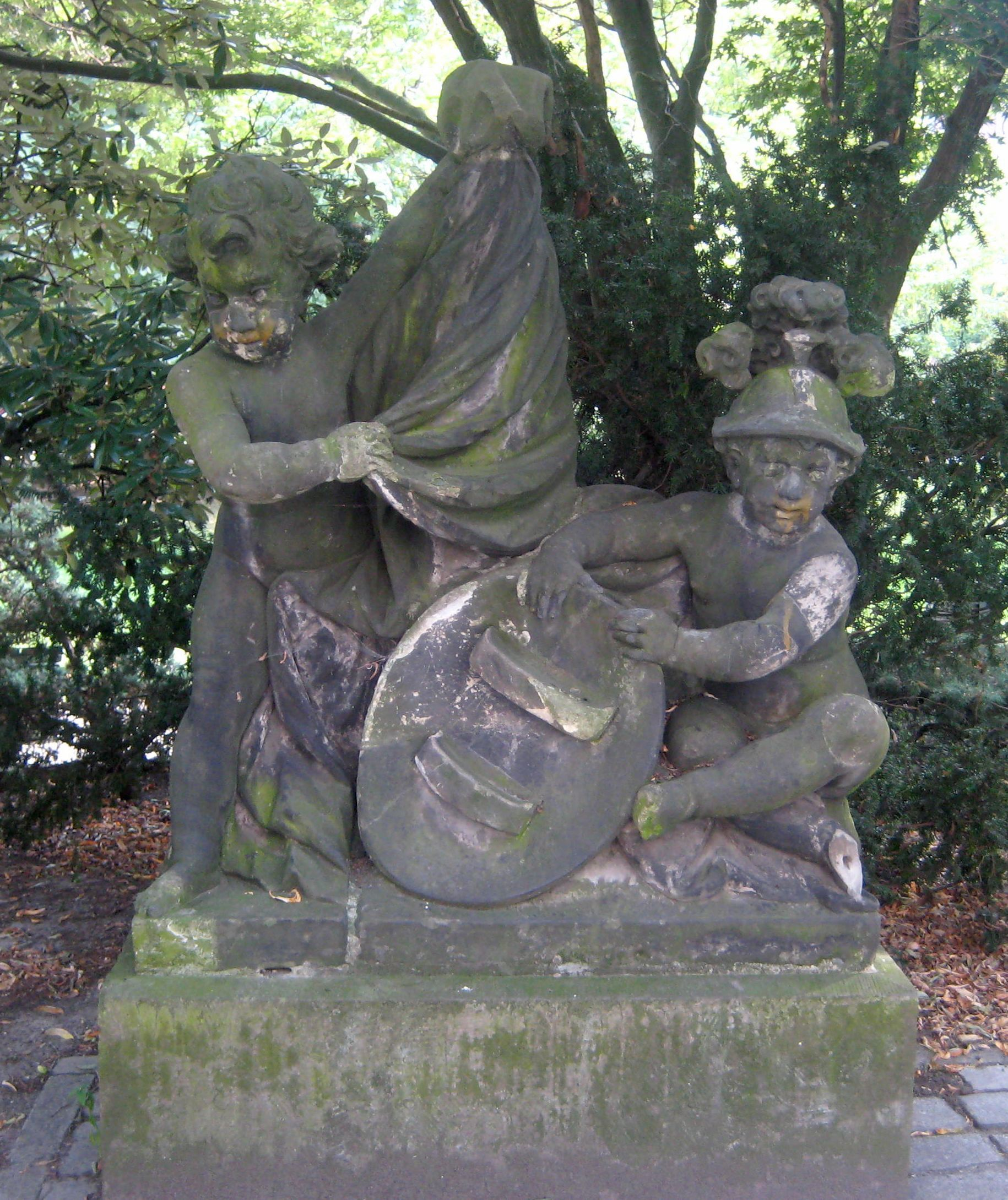
Puttengruppe der Spittelkolonnaden, seit 1969 im Köllnischen Park

Im Rahmen der Neugestaltung des Hochhausensembles an der Leipziger Straße wurden die südlichen Spittelkolonnaden wenige Meter vom ursprünglichen Standort entfernt mit aufgefundenen Resten und mit Kopien des Giebelschmucks rekonstruiert und am 15. Dezember 1979 eingeweiht. Zusammen mit der Kopie der historischen Meilensäule vom alten Dönhoffplatz wurden sie zu einem neuen Platzensemble collagiert. Der steinerne Obelisk („Meile Null“) war 1730 als Beginn der Entfernungsangabe nach Potsdam aufgestellt worden.
Eine bronzene Gedenktafel erinnert an das Schicksal dieses Bauwerks:
Die Aussagen „… im …Krieg zerstört …“ und „… von der Arbeiter- und Bauern-Macht wiedererrichtet“ sind unzutreffend, da nur der nördliche Teil im Zweiten Weltkrieg zerstört wurde. Die neuen Kolonnaden und die Meilensäule verliehen der Leipziger Straße mit den modernen Hochhäusern historisches Kolorit.
Nicht alle original erhaltenen Figuren kamen wieder auf den Giebel der Kolonnaden, einige wurden 1969 im Köllnischen Park auf einer neu gebauten Terrasse neben dem Märkischen Museum aufgestellt. Weil sie dort relativ ungeschützt sind, sollen sie nun nach wiederholtem Vandalismus direkt im Museumsgebäude einen Besucherraum schmücken.